# Graham Hill
Norman Graham Hill (Hampstead, Londres, Inglaterra, Reino Unido; 15 de febrero de 1929-Arkley, municipio de Barnet, Gran Londres, Inglaterra, Reino Unido; 29 de noviembre de 1975) fue un piloto de automovilismo británico. Dos veces campeón mundial de Fórmula 1 (1962 y 1968) y tres veces subcampeón (1963, 1964 y 1965), obteniendo un total de 14 victorias y 36 podios. Corrió en los equipos Lotus (1958-1959 y 1967-1969); BRM (1960-1966); Walker (1970); Brabham (1971-1972) y Hill (1973-1975).
Hill es el único poseedor de la «triple corona», al haber triunfado en el Campeonato de pilotos de F1 (1962 y 1968), ganar las 500 Millas de Indianápolis (1966) y las 24 Horas de Le Mans (1972). El piloto llevaba el apodo Mr. Monaco por haber obtenido cinco victorias en este GP (1963, 1964, 1965, 1968 y 1969).
Fue padre del también campeón del mundo de Fórmula 1 Damon Hill.

## Carrera

### Inicios
Nacido en Hampstead (Londres), Graham obtuvo su licencia de conducción a la edad de 24 años. Ese mismo año, corrió cuatro vueltas en una escuela de conducción en circuito de Brands Hatch. Graham había encontrado su vocación. Hizo su primera carrera en el circuito de Brands Hatch en 1954 con un Cooper-JAP, antes de reunirse con Colin Chapman, el futuro fundador de la marca Lotus. En 1956 y 1957, corrió en varias carreras de Fórmula 2 para Lotus. En 1958, Hill comenzaría su larga carrera en la F1.

### Primera etapa en Lotus
Graham comienza su carrera en el Gran Premio de Mónaco con un Lotus-Climax. Estos primeros Lotus-Climax no son todavía confiables. Situación que no se ocupa en la siguiente temporada.

### British Racing Motors
Graham decidió dejar el equipo Lotus la temporada 1960 para conducir con British Racing Motors, que era cliente de Lotus. El BRM P48 no es un coche tan fiable, pero se las arregla para estar en su primer podio en el Gran Premio de los Países Bajos. Mientras tanto, Hill también compite con coches Deportivos en campeonatos deportivos. La situación no mejora en 1961, con BRM P48/57 que rara vez le permite completar las carreras. Sin embargo, Graham consigue seis podios en eventos fuera de campeonato. La temporada de 1962 no podía ser, por primera vez, mejor, con la llegada del BRM P57.

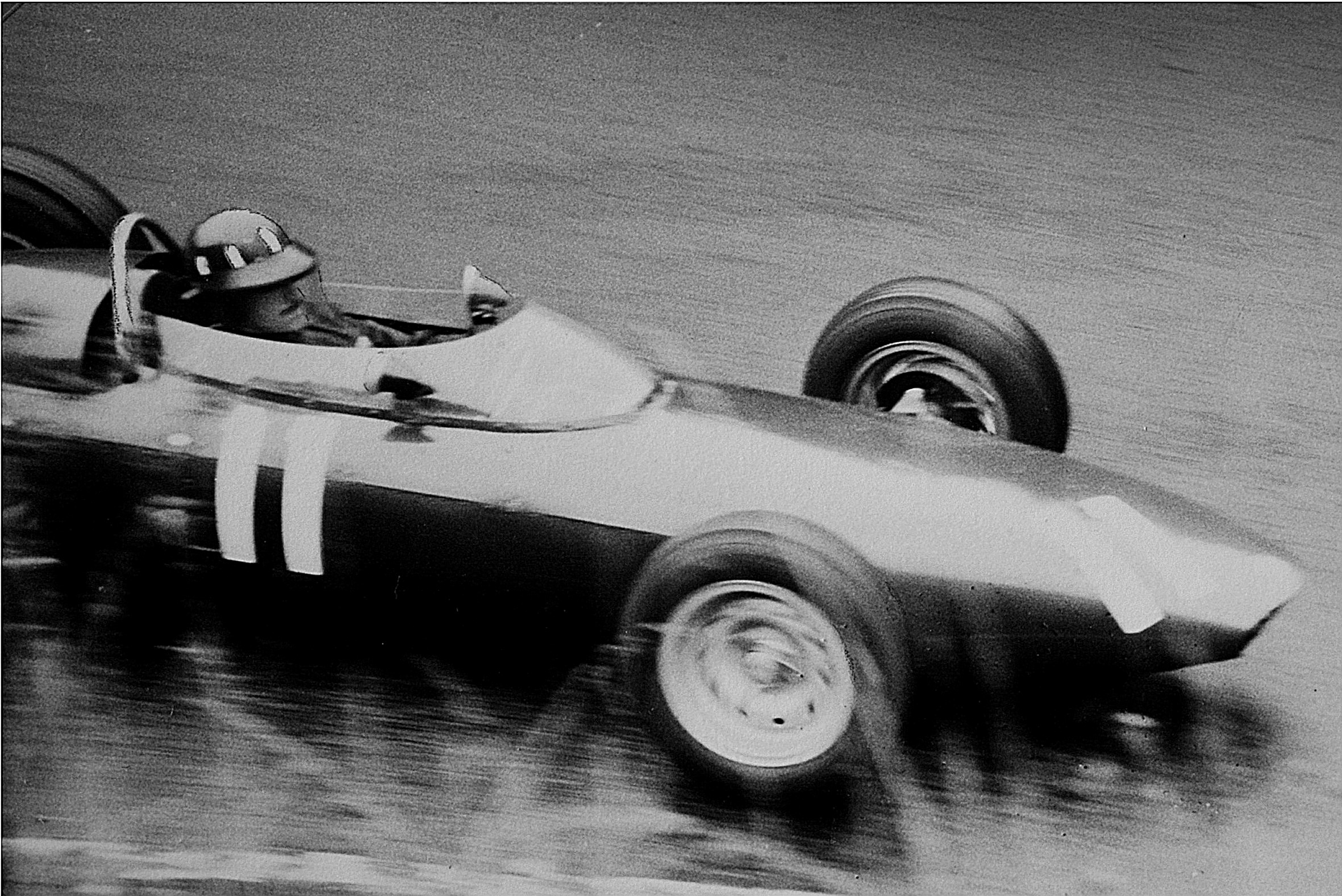
Coche BRM pilotado por Graham Hill.

El 24 de marzo, Graham consigue su primera gran victoria en deportivos: Ganando las 12 Horas de Sebring. Después de sus dos primeras victorias en el campeonato de Fórmula 1, ganando el Gran Premio de los Países Bajos, el de Alemania, Italia y, finalmente, y Sudáfrica, terminando la temporada con su primer título por delante de Jim Clark, quien se había convertido en una amenaza por la lucha por el campeonato mundial. En 1963, Hill ganó el Gran Premio de Mónaco, la primera de sus cinco victorias en el principado. Sin embargo, Jim Clark aplastaría a la competencia con su Lotus ganando el título. En 1964, a pesar de sus dos victorias, apenas le bastó para quedar detrás de John Surtees, cuando había obtenido más puntos que el piloto de Ferrari. El siguiente año sería casi idéntico, otras dos victorias, luchando hasta el final con Jim Clark.

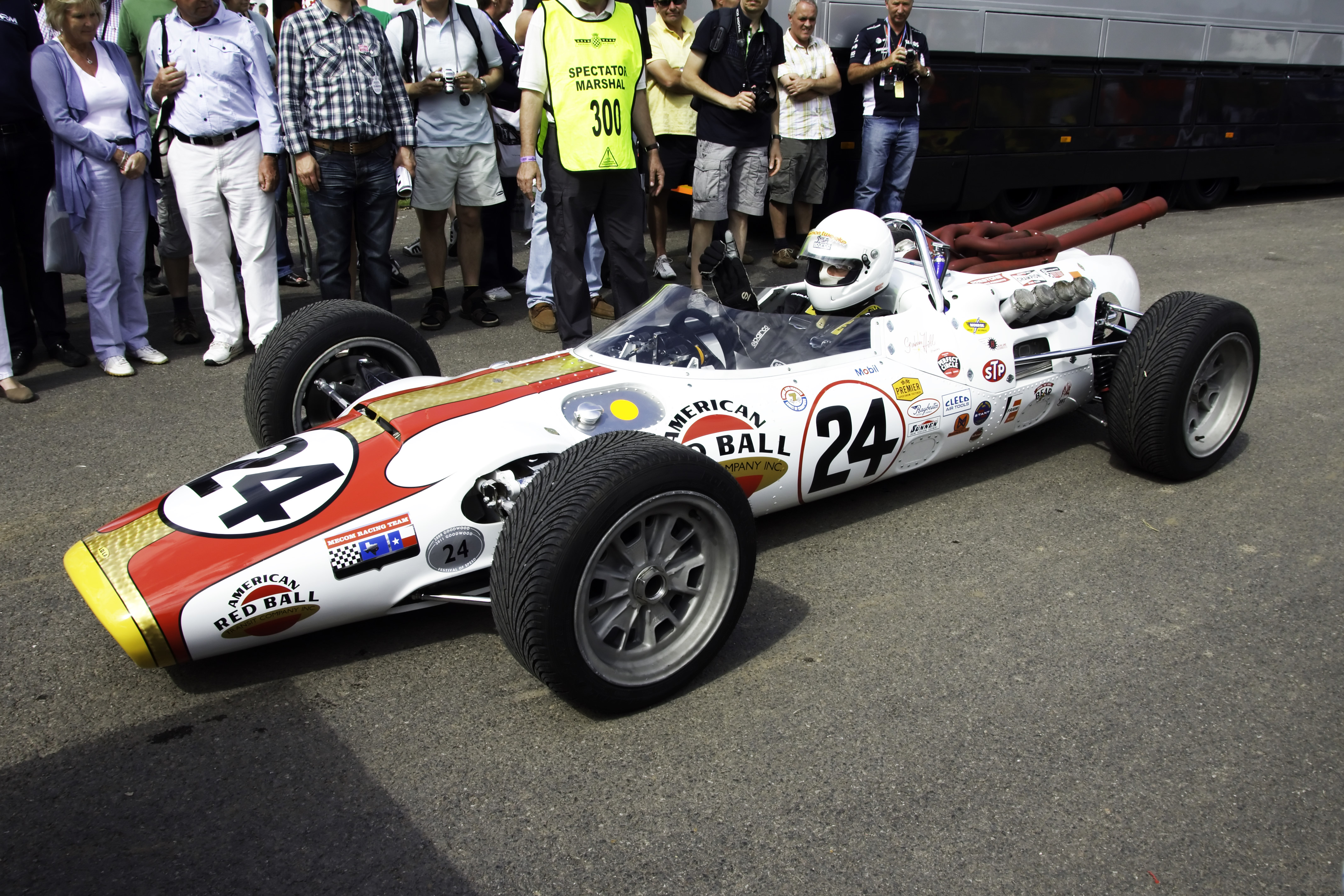
Coche con el que ganó las 500 Millas de Indianápolis de 1966.

En 1966, el Reglamento entraría en vigor motor de 3 litros y Graham no consiguió victorias, siendo superado por el Brabham-Repco. No obstante, logró de consuelo ganar las 500 Millas de Indianápolis, un año después de que Jim Clark la ganara.

### Segunda etapa en Lotus
Graham decidió dejar el equipo BRM para volver a Lotus, junto con Clark. Aunque obtuvo dos segundos puestos, Hill encontró de nuevo problemas de fiabilidad y acabó séptimo en el campeonato.

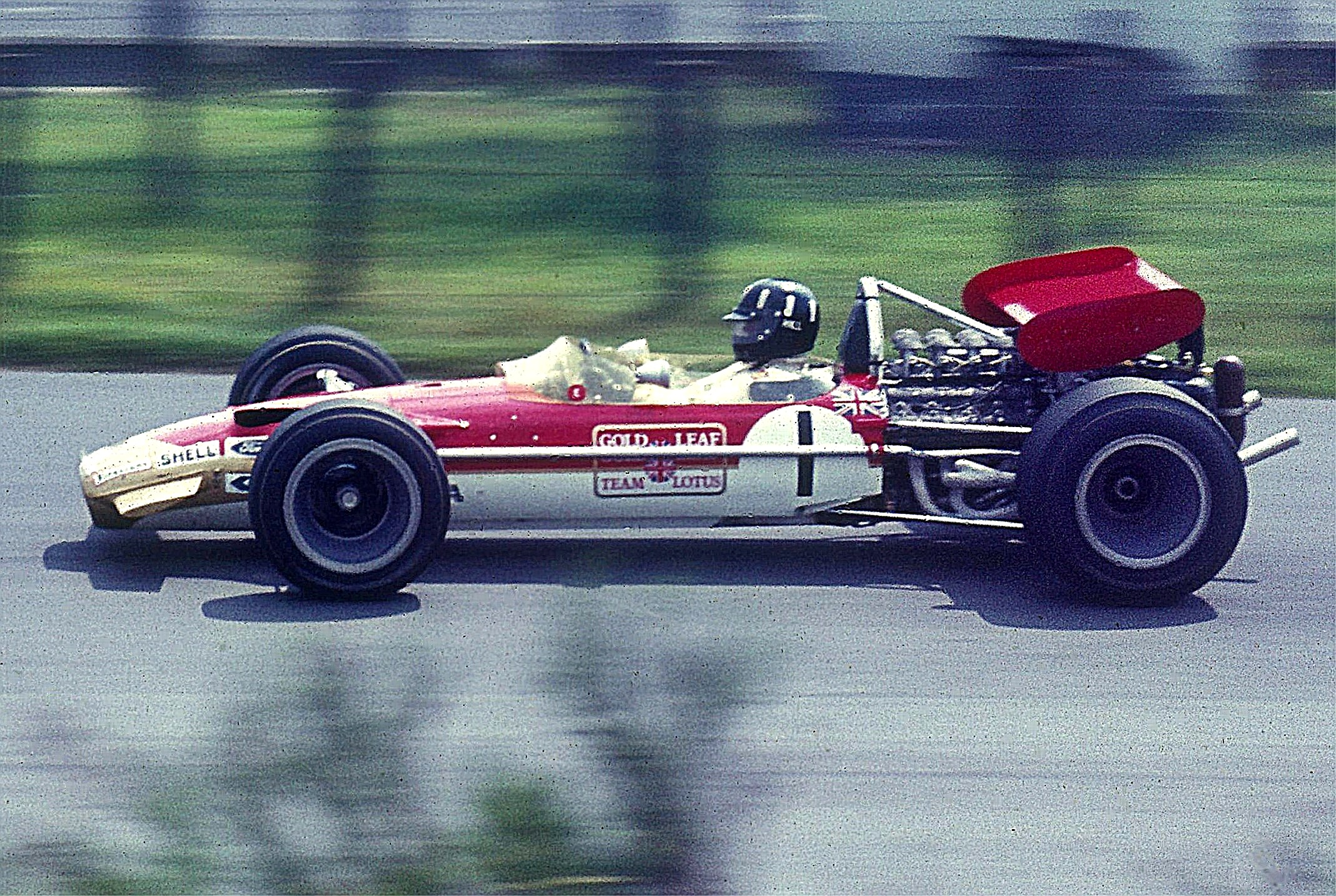
Graham Hill en su Lotus en 1969.

En 1968, Clark ganó el Gran Premio de Sudáfrica, superando el récord de victorias de Fangio, antes de morir en un accidente en una carrera de Fórmula 2 en el circuito alemán de Hockenheim. Graham logró obtener tres victorias y ganaría su segundo título mundial frente a nuevos rivales como Jackie Stewart y Denny Hulme.
En 1969, Graham sería superado por su compañero de equipo, Jochen Rindt, apenas ganado su última victoria de su carrera en Mónaco. La temporada terminó mal para Hill, quien tuvo un accidente después de un pinchazo, el cual provocó que fuese expulsado de su vehículo, debido a que el cinturón de seguridad se rompió, causándole heridas serias y fracturándose las piernas. Graham conocía mejor su rendimiento que obtuvo en el pasado. En 1970, apenas lograría 7 puntos corriendo para el equipo privado Rob Walker Racing Team.

### Paso por Brabham
En 1971, abandonaría Lotus para unirse al equipo Brabham. Para las temporadas 1971 y 1972, Hill apenas lograría seis puntos. 1972 es el año en que Hill ganaría las 24 Horas de Le Mans, convirtiéndose en el primer piloto en la historia en lograr la triple corona (las 500 Millas de Indianápolis, las 24 Horas de Le Mans y el GP de Mónaco de Fórmula 1).

### Creación del Embassy Hill

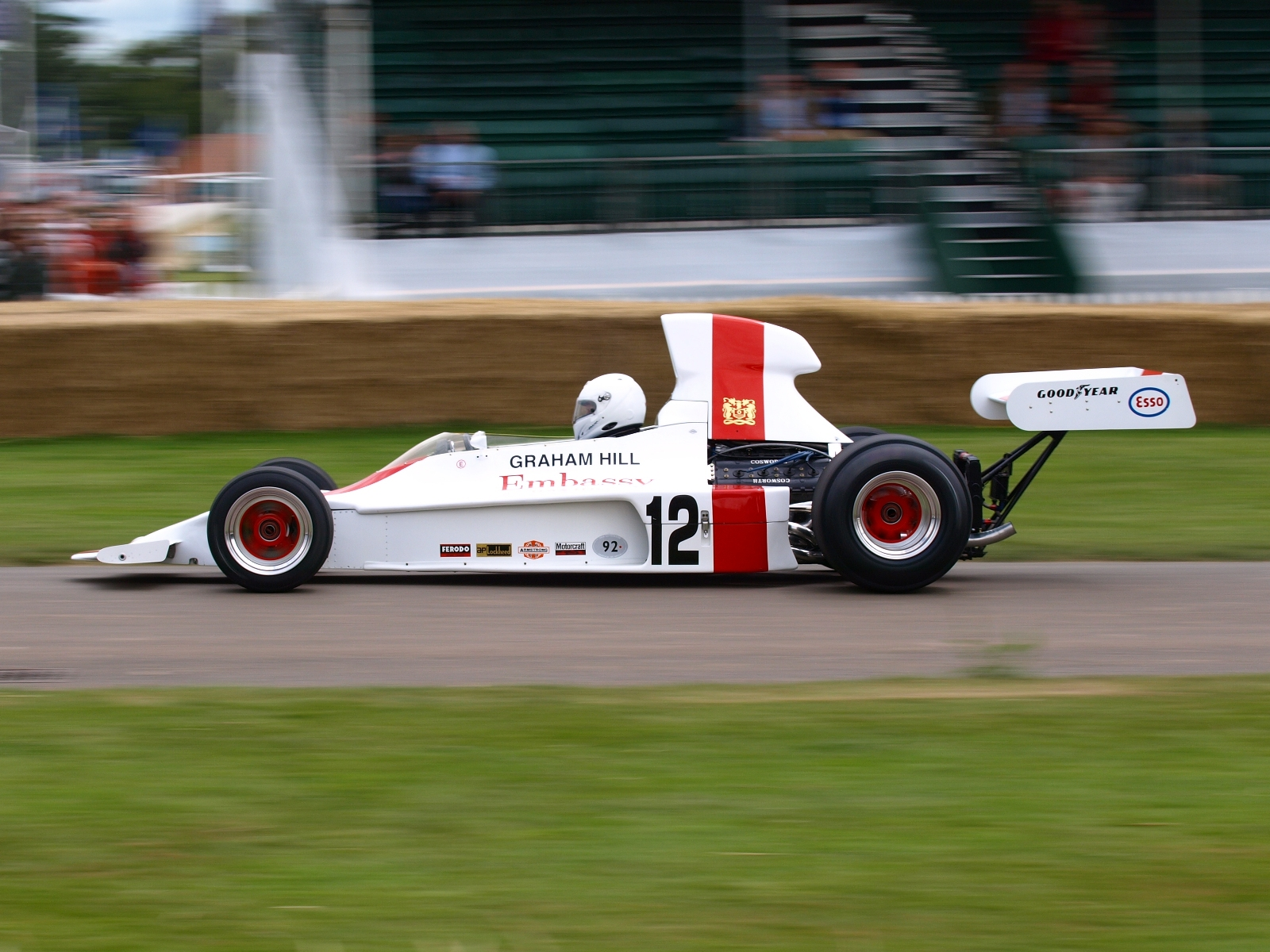
Monoplaza Shadow con el que compitió como equipo privado.

Tras abandonar Brabham, Hill crea la escudería Embassy Hill. Debuta en el GP de España de 1973 conduciendo un monoplaza comprado, un Shadow DN1. En 1974 compran dos Lola T370 que serían pilotados por Hill, quien finalizó sexto en Suecia para lograr los primeros puntos del equipo, y por Guy Edwards (remplazado por Peter Gethin y Rolf Stommelen a final de año).
Finalmente, Embassy Hill construyó su propio coche, el Hill GH1 diseñado por Andy Smallman y basado en el Lola, para la temporada de 1975. Pero Hill nunca correría con este monoplaza, ya que no estuvo listo para las primeras carreras y en el GP de Mónaco, Graham falló en su intento de clasificación con el GH1 y decidió retirarse de la competición.
Dedicado ahora solamente a la dirección del equipo, impulsaría a un joven Tony Brise.

### Muerte
El 29 de noviembre de 1975, Graham Hill y su personal regresaban a Inglaterra después de probar en Paul Ricard el nuevo Hill GH2 que estaban preparando para la temporada 1976; posteriormente, murió en un accidente de aviación cuando la avioneta Piper Aztec que él mismo pilotaba, se estrelló en la niebla cerca de Londres. Brise, Smallman y otros tres trabajadores del equipo viajaban con él y también fallecieron.
Debido a esto, no pudieron seguir con el personal que quedaba, y poco después el equipo desapareció.

## Resultados

### Fórmula 1
(Clave) (negrita indica pole position) (cursiva indica vuelta rápida)

| Año     | Escudería                      | 1       | 2       | 3       | 4       | 5       | 6       | 7       | 8       | 9       | 10      | 11      | 12      | 13      | 14     | 15     | Pos. | Puntos  |
| ------- | ------------------------------ | ------- | ------- | ------- | ------- | ------- | ------- | ------- | ------- | ------- | ------- | ------- | ------- | ------- | ------ | ------ | ---- | ------- |
| 1958    | Team Lotus                     | ARG     | MON Ret | NED Ret | 500     | BEL Ret | FRA Ret | GBR Ret | GER Ret | POR Ret | ITA 6   | MAR 16  |         |         |        |        | NC   | 0       |
| 1959    | Team Lotus                     | ARG Ret | 500     | NED 7   | FRA Ret | GBR 9   | GER Ret | POR Ret | ITA Ret | USA     |         |         |         |         |        |        | NC   | 0       |
| 1960    | Owen Racing Organisation       | ARG Ret | MON 7   | 500     | NED 3   | BEL Ret | FRA Ret | GBR Ret | POR Ret | ITA     | USA Ret |         |         |         |        |        | 15.º | 4       |
| 1961    | Owen Racing Organisation       | MON Ret | NED 8   | BEL Ret | FRA 6   | GBR Ret | POR Ret | ITA Ret | USA 5   |         |         |         |         |         |        |        | 16.º | 3       |
| 1962    | Owen Racing Organisation       | NED 1   | MON 6   | BEL 2   | FRA 9   | GBR 4   | POR 1   | ITA 1   | USA 2   | RSA 1   |         |         |         |         |        |        | 1.º  | 42 (52) |
| 1963    | Owen Racing Organisation       | MON 1   | BEL Ret | NED Ret | FRA 3   | GBR 3   | POR Ret | ITA 16  | USA 1   | MEX 4   | RSA 3   |         |         |         |        |        | 2.º  | 29      |
| 1964    | Owen Racing Organisation       | MON 1   | NED 4   | BEL 5   | FRA 2   | GBR 2   | GER 2   | POR Ret | ITA Ret | USA 1   | MEX 11  |         |         |         |        |        | 2.º  | 39 (41) |
| 1965    | Owen Racing Organisation       | RSA 3   | MON 1   | BEL 5   | FRA 5   | GBR 2   | NED 4   | POR 2   | ITA 2   | USA 1   | MEX Ret |         |         |         |        |        | 2.º  | 40 (47) |
| 1966    | Owen Racing Organisation       | MON 3   | BEL Ret | FRA Ret | GBR 3   | POR 2   | GER 4   | ITA Ret | USA Ret | MEX Ret |         |         |         |         |        |        | 5.º  | 14      |
| 1967    | Team Lotus                     | RSA Ret | MON 2   | NED Ret | BEL Ret | FRA Ret | GBR Ret | GER Ret | POR 4   | ITA Ret | USA 2   | MEX Ret |         |         |        |        | 7.º  | 15      |
| 1968    | Team Lotus                     | RSA 2   | ESP 1   | MON 1   | BEL Ret | NED 9   | FRA Ret | GBR Ret | GER 2   | POR Ret | CAN 4   | USA 2   | MEX 1   |         |        |        | 1.º  | 48      |
| 1969    | Team Lotus                     | RSA 2   | ESP Ret | MON 1   | NED 7   | FRA 6   | GBR 7   | GER 4   | POR 9   | CAN Ret | USA Ret | MEX DNP |         |         |        |        | 7.º  | 19      |
| 1970    | Rob Walker Racing Team         | RSA 6   | ESP 4   | MON 5   | BEL Ret | NED Ret | FRA 10  | GBR 6   | GER Ret | AUT DNP | ITA Ret | CAN Ret | USA Ret | MEX Ret |        |        | 13.º | 7       |
| 1971    | Motor Racing Developments Ltd. | RSA 9   | ESP Ret | MON Ret | NED 10  | FRA Ret | GBR Ret | GER 9   | AUT 5   | ITA Ret | CAN Ret | USA 7   |         |         |        |        | 21.º | 2       |
| 1972    | Motor Racing Developments Ltd. | ARG Ret | RSA 6   | ESP 10  | MON 12  | BEL Ret | FRA 10  | GBR Ret | GER 6   | POR Ret | ITA 5   | CAN 8   | USA 11  |         |        |        | 15.º | 4       |
| 1973    | Embassy Hill                   | ARG     | BRA     | RSA     | ESP Ret | BEL 9   | MON Ret | SWE Ret | FRA 10  | GBR Ret | NED Ret | GER 13  | POR Ret | ITA 14  | CAN 16 | USA 13 | NC   | 0       |
| 1974    | Embassy Hill                   | ARG Ret | BRA 11  | RSA 12  | ESP Ret | BEL 8   | MON 7   | SWE 6   | NED Ret | FRA 13  | GBR 13  | GER 9   | POR 12  | ITA 8   | CAN 14 | USA 8  | 18.º | 1       |
| 1975    | Embassy Hill                   | ARG 10  | BRA 12  | RSA DNQ | ESP     | MON DNQ | BEL     | SWE     | NED     | FRA     | GBR     | GER     | POR     | ITA     | USA    |        | NC   | 0       |
| Fuente: |                                |         |         |         |         |         |         |         |         |         |         |         |         |         |        |        |      |         |

| Predecesor: Phil Hill   | Campeón de Fórmula 1 1962 | Sucesor: Jim Clark      |
| Predecesor: Denny Hulme | Campeón de Fórmula 1 1968 | Sucesor: Jackie Stewart |